# José Calzada Rovirosa
José Eduardo Calzada Rovirosa (Santiago de Querétaro, Querétaro; 21 de agosto de 1964) es un político mexicano que desempeñó como Gobernador de Querétaro desde el 1 de octubre de 2009 hasta el 27 de agosto de 2015. Es miembro del Partido Revolucionario Institucional. Se desempeñó como Senador por Querétaro de 2006 a 2009 y fue Secretario de Agricultura, Ganadería, Desarrollo Rural, Pesca y Alimentación de 2015 a 2018.

## Biografía
José Calzada Rovirosa es licenciado en Administración egresado de la Universidad Nuevo Mundo y cuenta con una Maestría en Administración de Empresas por la  Universidad de Nuevo México, Estados Unidos. Se ha desempeñado como Consejero para Asuntos de Pesca y Medio Ambiente, en la Embajada de México en Estados Unidos, Administrador Central de Planeación Aduanera en la Secretaría de Hacienda y Crédito Público, Administrador de las Aduanas de Tijuana, Baja California y Ciudad Juárez, Chihuahua, en la misma dependencia y como Delegado Federal de la Secretaría del Trabajo y Previsión Social en el Estado de Querétaro.
En 2006 fue postulado candidato del PRI a Senador en primera fórmula, al no obtener la victoria le correspondió ocupar la Senaduría de primera minoría, entre las iniciativas que promovió como senador se encuentra la modificación a la ley de Instituciones de Crédito con la intención de proteger a los usuarios de las tarjetas de crédito.
El 8 de octubre de 2008 manifestó su interés en ser candidato de su partido a Gobernador de Querétaro en 2009, por lo que posteriormente solicitó licencia como senador a partir del 17 de marzo de 2009 siendo registrado como precandidato de unidad del PRI el 1 de abril, tras la declinación a su favor del también precandidato Jesús Rodríguez Hernández, y rindiendo protesta el 2 de mayo como candidato a gobernador en coalición con el partido Nueva Alianza.
El 5 de julio resultó vencedor en los comicios con 49.10% de los votos contra 43.73% de su más cercano competidor. Tomó protesta el 1 de octubre de 2009 como Gobernador Constitucional del Estado de Querétaro en el Teatro de la República.
El 27 de agosto de 2015 se le concede la licencia definitiva al cargo de Gobernador de Querétaro, en tanto que el Congreso del Estado nombró a su secretario de Gobierno Jorge López Portillo Tostado como gobernador interino para el breve periodo del 27 de agosto al 30 de septiembre de 2015. Ese mismo día, el presidente de la república Enrique Peña Nieto lo nombra titular de la Secretaría de Agricultura, Ganadería, Desarrollo Rural, Pesca y Alimentación (SAGARPA), como sustituto de  Enrique Martínez y Martínez.